# Кейси, Калверт
Калверт Кейси (исп. Calvert Casey, 1924, Балтимор, США — 1969, Рим) — кубинский писатель и журналист, отец — американец, мать — кубинка.

## Биография
Вырос в Гаване, писал на испанском и английском языках. Дружил с Марией Самбрано, Вирхилио Пиньерой (с 1956 публиковался в его журнале «Циклон»), Гильермо Кабрерой Инфанте, Северо Сардуем, Антоном Арруфатом. Переводил Г. Ф. Лавкрафта, писал о Кафке и Генри Миллере. Печатался в кубинских журналах «Каса де лас Америкас», «Боэмиа», литературном приложении «Революция по понедельникам», в «Гасета де Куба». В 1966, когда на Кубе ужесточились политические преследования гомосексуалистов, покинул остров. Работал переводчиком-синхронистом в ООН, переезжал из страны в страну (Великобритания, Индия, Канада, Турция, Швейцария, Италия). Покончил с собой, приняв избыточную дозу снотворного, в своей римской квартире. Среди причин самоубийства называют противоречия, раздиравшие писателя в связи с его происхождением, политическими взглядами и гомосексуальностью.

## Наследие
Литературное наследие К. К. невелико: повесть (точнее, глава, оставшаяся от романа, который он начал писать в конце жизни на английском языке), полтора десятка новелл, книга эссе. Его проза, формировавшаяся под влиянием североамериканской новеллистики от Эдгара По до Шервуда Андерсона и Карсон Маккалерс, близкая к «Хладнокровным рассказам» В. Пиньеры, получила высокую оценку Итало Кальвино и  Хулио Кортасара, переведена на английский, французский, итальянский, венгерский, польский языки, включается во всем мире в самые взыскательные антологии кубинской словесности XX в.
Хосе Анхель Валенте дружил с Калвертом Кейси и посвятил свою книгу стихов Невинный (1970) его памяти.

## Произведения
- El regreso y otros cuentos. La Habana: Ediciones R, 1962.
- Memorias de una isla. La Habana: Ediciones R, 1964 (эссе о Кубе).
- Notas de un simulador. Barcelona: Seix Barral, 1969 (переизд.: Barcelona: Montesinos, 1998)
- The Collected Stories/ Ed. and introd. by Ilan Stavans. Durham: Duke UP, 133333333.
- Cuentos (casi) completos. México: Consejo Nacional para la Cultura y las Artes, 2009
- Проза on line

## О писателе
- Vega J. Calvert Casey, el olvidado. Chapel Hill: J. Vega, 1995
- Cabrera Infante G. ¿Quién Mató a Calvert Casey?//  (недоступная ссылка)
- Cabrera Infante G. Vidas para leerlas. Madrid: Aguilar, 1998.
- Stawicka-Pirecka B. Calvert Casey o la Isla imposible// Studia Romanica Posnaniensia, 2003, vol. 29 , pp. 69 – 88.
- Perez Firmat G. Tongue Ties: LOGO-Eroticism in Anglo-Hispanic Literature. Palgrave MacMillan, 2003 (по указателю).
- Olivier F. Entre la vie et la mort: du simulacre à l’identification dans " Notas de un simulador " de Calvert Casey// Figures de la mort dans la littérature de langue espagnole/ Amadeo López, ed. Paris, 2006, p. 155-168.